# Kanton Cahors-3
Der Kanton Cahors-3 ist seit 2015 ein französischer Wahlkreis im Arrondissement Cahors im Département Lot in der Region Okzitanien; sein Hauptort ist Cahors. 

## Gemeinden
Der Kanton besteht aus sechs Gemeinden und Gemeindeteilen mit insgesamt 11.361 Einwohnern (Stand: 1. Januar 2022) auf einer Gesamtfläche von 118,51 km²:
| Gemeinde          | Einwohner 1. Januar 2022 | Fläche km² | Dichte Einw./km² | Code INSEE | Postleitzahl |
| ----------------- | ------------------------ | ---------- | ---------------- | ---------- | ------------ |
| Cahors            | 6.663                    | 15,06      | 442              | 46042      | 46000        |
| Cieurac           | 647                      | 18,70      | 35               | 46070      | 46230        |
| Flaujac-Poujols   | 805                      | 12,64      | 64               | 46105      | 46090        |
| Labastide-Marnhac | 1.316                    | 28,87      | 46               | 46137      | 46090        |
| Le Montat         | 1.102                    | 22,54      | 49               | 46197      | 46090        |
| Trespoux-Rassiels | 828                      | 20,70      | 40               | 46322      | 46090        |
| Kanton Cahors-3   | 11.361                   | 118,51     | 96               | 4603       | –            |

1. ↑   Nur der nordwestliche Teil der Gemeinde, der Rest verteilt sich auf die Kantone Cahors-1 und Cahors-2.